# Ханнес Тоур Халльдоурссон
Ханнес Тоур Халльдоурссон (исл. Hannes Þór Halldórsson; род. 27 апреля 1984, Рейкьявик, Исландия) — исландский футболист, вратарь. Выступал за сборную Исландии. Также является режиссёром нескольких короткометражных фильмов и видеоклипов, в том числе клипа на песню «Never Forget», исполненную Гретой Салоуме и Йоунси от Исландии на Евровидении-2012.

## Клубная карьера
Играл за исландские клубы «Лейкнир», «Афтюрельдинг», «Стьярнан», «Фрам» и «Рейкьявик».
В марте 2012 года Ханнеса взял в краткосрочную аренду норвежский клуб «Бранн» для замены травмированного вратаря Петра Лечеевского.
В декабре 2013 года Ханнес перешёл в норвежский клуб «Саннес Ульф», с которым он тренировался в октябре 2013 года во время подготовки к стыковым матчам отборочного турнира чемпионата мира сборной Исландии против сборной Хорватии.
В июле 2015 года заключил двухлетний контракт с нидерландским клубом НЕК. В июле 2016 года Ханнес перешёл в датский «Раннерс». Летом 2018 года стал игроком азербайджанского клуба «Карабах».

## Карьера в сборной
Дебютировал в сборной Исландии в 2011 году, сохранив ворота в неприкосновенности в матче отборочного турнира чемпионата Европы 2012 года против сборной Кипра.
Ханнес считается основным вратарём национальной сборной, он выходил на поле во всех двенадцати матчах сборной Исландии в отборочном турнире чемпионата мира 2014 года. Был также основным голкипером в отборочном турнире чемпионата Европы 2016 года, когда исландцы впервые в своей истории прошли в финальный турнир чемпионатов мира или Европы. Во Франции во время финального турнира Ханнес выходил на поле во всех матчах своей сборной.
16 июня 2018 года Ханнес Халльдоурссон провёл первый матч на чемпионате мира против сборной Аргентины (1:1) и отразил пенальти на 62-й минуте от Лионеля Месси.

## Достижения
«Рейкьявик»
- Чемпион Исландии (2): 2011, 2013.
- Обладатель Кубка Исландии (2): 2011, 2012.